# Episodi di LoliRock
La serie animata LoliRock è stata trasmessa in Francia dal 18 ottobre 2014 sul canale France 3 e in Italia dal 17 novembre 2014 su DeA Kids, per poi andare in onda in chiaro dal 14 novembre 2015 su Super!.

## Prima stagione
La serie animata francese LoliRock prima stagione è stata trasmessa dal 18 ottobre 2014 sul canale France 3, mentre in Italia viene mandata in onda in prima TV dal 17 novembre 2014 su DeA Kids ed in chiaro dal 14 novembre 2015 su Super!.
| N° Fr | N° It | Titolo originale           | Titolo italiano                | 1^ Tv Francia    | 1^ Tv Italia     |
| ----- | ----- | -------------------------- | ------------------------------ | ---------------- | ---------------- |
| 1     | 1     | L'audition                 | Trovare una principessa        | 18 ottobre 2014  | 17 novembre 2014 |
| 2     | 2     | Le mystère de fleurs       | Il potere dei fiori            | 1 novembre 2014  | 18 novembre 2014 |
| 3     | 3     | Coup de foudre             | Sarai mio                      | 15 novembre 2014 | 19 novembre 2014 |
| 4     | 13    | La prémonition             | Il compleanno                  | 10 gennaio 2015  | 3 dicembre 2014  |
| 5     | 4     | Une voix magique           | Canta per me                   | 31 gennaio 2015  | 20 novembre 2014 |
| 6     | 7     | Xeris                      | Xeris                          | 29 novembre 2014 | 25 novembre 2014 |
| 7     | 8     | Le trésor de l'épave       | Sirene                         | 22 novembre 2014 | 26 novembre 2014 |
| 8     | 5     | Amour double               | Talia e Kyle sono innamorati!  | 8 novembre 2014  | 21 novembre 2014 |
| 9     | 6     | Promis juré!               | Una promessa è una promessa    | 25 ottobre 2014  | 24 novembre 2014 |
| 10    | 18    | Una vie de star            | Una buona stella               | 15 aprile 2016   |                  |
| 11    | 17    | Sous une bonne étoile      | Avanti, signori!               | 13 aprile 2016   |                  |
| 12    | 14    | Mémoire trouble            | In cerca dei ricordi           | 26 aprile 2016   |                  |
| 13    | 9     | Peur du noir               | Pipistrelli!                   | 6 dicembre 2014  | 27 novembre 2014 |
| 14    | 15    | Les pieds dans le sable    | Castelli di sabbia             | 21 aprile 2016   |                  |
| 15    | 22    | Cousu de fil noir          | Ago filo e magia               | 14 aprile 2016   |                  |
| 16    | 10    | Une nuit à la belle étoile | Il campeggio delle principesse | 13 novembre 2014 | 28 novembre 2014 |
| 17    | 11    | Guitare en solo            | La forza della musica          | 3 gennaio 2015   | 1º dicembre 2014 |
| 18    | 23    | La légende du Lac Yness    | La leggenda del lago Agnes     | 18 aprile 2016   |                  |
| 19    | 12    | Shanila                    | Un diavolo per capello         | 17 gennaio 2015  | 2 dicembre 2014  |
| 20    | 16    | Tombola mania              | Una lotteria sfortunata        | 22 aprile 2016   |                  |
| 21    | 20    | Une soirée magique         | Un nuovo ballo                 | 25 aprile 2016   |                  |
| 22    | 21    | La maison des ombres       | La casa stregata               | 20 aprile 2016   |                  |
| 23    | 24    | Grimoire à vendre          | Il libro degli incantesimi     | 19 aprile 2016   |                  |
| 24    | 19    | La menace mobile           | A caccia del segreto           | 27 aprile 2016   |                  |
| 25    | 25    | Ephédia (première partie)  | A casa, prima parte            | 28 aprile 2016   |                  |
| 26    | 26    | Ephédia (deuxième partie)  | A casa, seconda parte          | 29 aprile 2016   |                  |

## Seconda stagione
I primi 15 episodi della seconda stagione sono stati trasmessi in Italia in anteprima mondiale su DeA Kids dal 5 al 23 settembre 2016, mentre i restanti episodi sono andati in onda dal 10 gennaio al 16 marzo 2017. Successivamente, è stata trasmessa in chiaro su Super! dal 13 maggio 2017. In Francia la seconda stagione è stata diffusa prima via web (gli episodi dal 27 al 30 sono stati pubblicati su YouTube rispettivamente il 17, 21, 24 e 28 dicembre 2016), mentre i restanti episodi sono stati pubblicati su Netflix il 5 gennaio 2017. In seguito viene trasmessa sul canale France 4 dal 13 febbraio 2017.
| Nº | Titolo originale                       | Titolo italiano                         | 1^ Tv Francia    | 1^ Tv Francia  | 1^ Tv Italia      |
| Nº | Titolo originale                       | Titolo italiano                         | France 4         | Netflix        | 1^ Tv Italia      |
| -- | -------------------------------------- | --------------------------------------- | ---------------- | -------------- | ----------------- |
| 27 | Une tournée magique                    | La manager discografica                 | 13 febbraio 2017 | 5 gennaio 2017 | 5 settembre 2016  |
| 28 | La bonne action                        | C’è del buono in chiunque               | 13 febbraio 2017 | 5 gennaio 2017 | 6 settembre 2016  |
| 29 | Mordu d'amour                          | Amaru innamorato                        | 14 febbraio 2017 | 5 gennaio 2017 | 8 settembre 2016  |
| 30 | Un chat trop chou?                     | Un adorabile gattino                    | 14 febbraio 2017 | 5 gennaio 2017 | 9 settembre 2016  |
| 31 | Loli-Rousse                            | La perfida rossa                        | 15 febbraio 2017 | 5 gennaio 2017 | 12 settembre 2016 |
| 32 | Un message troublant                   | Ascolta il tuo cuore                    | 15 febbraio 2017 | 5 gennaio 2017 | 7 settembre 2016  |
| 33 | Recherche d'identité (première partie) | Principessa Brenda (prima parte)        | 16 febbraio 2017 | 5 gennaio 2017 | 21 settembre 2016 |
| 34 | Recherche d'identité (deuxième partie) | Principessa Brenda (seconda parte)      | 16 febbraio 2017 | 5 gennaio 2017 | 22 settembre 2016 |
| 35 | Une poupée singulière                  | Bella come una bambola                  | 17 febbraio 2017 | 5 gennaio 2017 | 13 settembre 2016 |
| 36 | Multi-Amaru                            | L’invasione degli Amaru                 | 17 febbraio 2017 | 5 gennaio 2017 | 14 settembre 2016 |
| 37 | Rex 2.0                                | Il concorso di robot                    | 20 febbraio 2017 | 5 gennaio 2017 | 15 settembre 2016 |
| 38 | Dans l'ombre d'une Star                | La cosa più importante                  | 20 febbraio 2017 | 5 gennaio 2017 | 16 settembre 2016 |
| 39 | Silence on tournée...                  | Il primo videoclip                      | 21 febbraio 2017 | 5 gennaio 2017 | 23 settembre 2016 |
| 40 | Un artiste bien connu                  | Il fratello di Auriana                  | 21 febbraio 2017 | 5 gennaio 2017 | 19 settembre 2016 |
| 41 | Le rubis de l’Orient                   | Il rubino d’Oriente                     | 22 febbraio 2017 | 5 gennaio 2017 | 10 gennaio 2017   |
| 42 | Le Loli-Smoothie                       | Il sublime frullato Loli                | 22 febbraio 2017 | 5 gennaio 2017 | 11 gennaio 2017   |
| 43 | Ellira                                 | Un segreto dal passato                  | 23 febbraio 2017 | 5 gennaio 2017 | 13 gennaio 2017   |
| 44 | Un cours de danse particulier          | Lezioni di danza                        | 23 febbraio 2017 | 5 gennaio 2017 | 20 settembre 2016 |
| 45 | La baguette ensorcelée                 | Un talento... magico                    | 24 febbraio 2017 | 5 gennaio 2017 | 12 gennaio 2017   |
| 46 | La cueillette de cristal noir          | Fragole indigeste                       | 24 febbraio 2017 | 5 gennaio 2017 | 14 marzo 2017     |
| 47 | La trahison (première partie)          | Un messaggio da Ephidia (prima parte)   | 2 marzo 2017     | 5 gennaio 2017 | 9 gennaio 2017    |
| 48 | La trahison (deuxième partie)          | Un messaggio da Ephidia (seconda parte) | 2 marzo 2017     | 5 gennaio 2017 | 9 gennaio 2017    |
| 49 | Le jeu des statues                     | Unite si vince                          | 1 marzo 2017     | 5 gennaio 2017 | 15 marzo 2017     |
| 50 | Tombée dans l’oubli                    | Amnesia                                 | 27 febbraio 2017 | 5 gennaio 2017 | 13 marzo 2017     |
| 51 | L’heure de gloire (première partie)    | L'incoronazione (prima parte)           | 28 febbraio 2017 | 5 gennaio 2017 | 16 marzo 2017     |
| 52 | L’heure de gloire (deuxième partie)    | L'incoronazione (seconda parte)         | 28 febbraio 2017 | 5 gennaio 2017 | 16 marzo 2017     |